# Licks Tour
Licks Tour bylo koncertní turné britské rockové skupiny The Rolling Stones v letech 2002 a 2003, které sloužilo jako propagace kompilačního alba Forty Licks. Konalo se také k čtyřicátému výročí vzniku skupiny. Skupina na tomto turné začala hrát méně hrané skladby především z alb Let it Bleed,Sticky Fingers či Exile On Main Street. Byly využity tři typy konstrukce podia pro tři druhy koncertů a to v klubu, v uzavřené hale a na stadionu. Poprvé skupina vystoupila v Indii a v Číně. Za zmínku stojí také benefiční koncert v Torontu, kde mimo Stones vystoupili např. také Justin Timberlake, The Guess Who, Rush či AC/DC.

## Nahrávky
Z turné vzešlo koncertní album Live Licks a filmový záznam Four Flicks.

## Seznam skladeb
Nejčastěji hrané skladby:
1. Brown Sugar
2. Tumbling Dice
3. Don't Stop
4. Hot Stuff
5. Honky Tonk Women
6. Midnight Rambler
7. Route 66 (Troup)
8. Brand New Car
9. Little Queenie
10. You Can't Always Get What You Want
11. Jumpin' Jack Flash
12. Let It Bleed
13. Paint It Black
14. Street Fighting Man
15. Gimme Shelter
16. Like a Rolling Stone (Dylan)
17. You Got Me Rocking
18. Angie

Přídavek 1: 19. Miss You
Přídavek 2: 20. (I Can't Get No) Satisfaction
21. Start Me Up
22. Sympathy For The Devil

## Účastníci

### The Rolling Stones
- Mick Jagger – zpěv, kytary, harmonika, přídavné klávesy
- Keith Richards – rytmická kytara, doprovodné vokály
- Ronnie Wood – hlavní kytara
- Charlie Watts – bicí

### Přizvaní hudebníci
- Darryl Jones – bas
- Chuck Leavell – klávesy, doprovodné vokály
- Bobby Keys – saxofon
- Tim Ries – saxofon
- Michael Davis – trombon
- Kent Smith – trubka
- Lisa Fischer – doprovodné vokály
- Bernard Fowler – doprovodné vokály
- Blondie Chaplin – doprovodné vokály, kytara

## Turné v datech
| Datum              | Město           | Stát            | Místo                                                                             | Předskokan/Předkapela                                |
| Severní Amerika    | Severní Amerika | Severní Amerika | Severní Amerika                                                                   | Severní Amerika                                      |
| ------------------ | --------------- | --------------- | --------------------------------------------------------------------------------- | ---------------------------------------------------- |
| 16. srpna 2002     | Toronto         | Kanada          | Palais Royale                                                                     | None                                                 |
| 3. září 2002       | Boston          | Spojené státy   | FleetCenter                                                                       | The Pretenders                                       |
| 5. září 2002       | Foxboro         | Spojené státy   | Gillette Stadium                                                                  | The Pretenders                                       |
| 8. září 2002       | Boston          | Spojené státy   | Orpheum Theatre                                                                   | Buddy Guy                                            |
| 10. září 2002      | Chicago         | Spojené státy   | United Center                                                                     | The Pretenders                                       |
| 13. září 2002      | Chicago         | Spojené státy   | Comiskey Park                                                                     | The Pretenders                                       |
| 16. září 2002      | Chicago         | Spojené státy   | Aragon Ballroom                                                                   | Dr. John                                             |
| 18. září 2002      | Philadelphia    | Spojené státy   | Veterans Stadium                                                                  | The Pretenders                                       |
| 20. září 2002      | Philadelphia    | Spojené státy   | First Union Center                                                                | The Pretenders                                       |
| 22. září 2002      | Upper Darby     | Spojené státy   | Tower Theater                                                                     | Soulive                                              |
| 26. září 2002      | New York City   | Spojené státy   | Madison Square Garden                                                             | The Pretenders                                       |
| 28. září 2002      | East Rutherford | Spojené státy   | Giants Stadium                                                                    | The Pretenders                                       |
| 30. září 2002      | New York City   | Spojené státy   | Roseland Ballroom                                                                 | Jonny Lang                                           |
| 4. října 2002      | Landover        | Spojené státy   | FedExField                                                                        | The Strokes                                          |
| 5. října 2002      | Hartford        | Spojené státy   | Hartford Civic Center                                                             | The Strokes                                          |
| 12. října 2002     | Detroit         | Spojené státy   | Ford Field                                                                        | No Doubt                                             |
| 14. října 2002     | Cleveland       | Spojené státy   | Gund Arena                                                                        | Elvis Costello                                       |
| 16. října 2002     | Toronto         | Kanada          | Air Canada Centre                                                                 | The White Stripes                                    |
| 18. října 2002     | Toronto         | Kanada          | Rogers Centre                                                                     | No Doubt                                             |
| 20. října 2002     | Columbus        | Spojené státy   | Nationwide Arena                                                                  | The White Stripes                                    |
| 22. října 2002     | Sunrise         | Spojené státy   | Office Depot Center                                                               | Shaggy                                               |
| 23. října 2002     | Miami           | Spojené státy   | American Airlines Arena                                                           | Shaggy                                               |
| 26. října 2002     | Atlanta         | Spojené státy   | Turner Field                                                                      | No Doubt                                             |
| 31. října 2002     | Los Angeles     | Spojené státy   | Staples Center                                                                    | Sheryl Crow                                          |
| 2. listopadu 2002  | Anaheim         | Spojené státy   | Edison International Field                                                        | Sheryl Crow                                          |
| 4. listopadu 2002  | Los Angeles     | Spojené státy   | Wiltern Theatre                                                                   | Solomon Burke                                        |
| 6. listopadu 2002  | Tacoma          | Spojené státy   | Tacoma Dome                                                                       | Sheryl Crow                                          |
| 8. listopadu 2002  | San Francisco   | Spojené státy   | Pacific Bell Park                                                                 | Sheryl Crow                                          |
| 9. listopadu 2002  | San Francisco   | Spojené státy   | Pacific Bell Park                                                                 | Sheryl Crow                                          |
| 12. listopadu 2002 | Oakland         | Spojené státy   | Oakland Arena                                                                     | Sheryl Crow                                          |
| 14. listopadu 2002 | San Diego       | Spojené státy   | San Diego Sports Arena                                                            | Sheryl Crow                                          |
| 16. listopadu 2002 | Las Vegas       | Spojené státy   | The Joint (Soukromá akce pořádána Davidem Bondermanem – veřejnost nezpřístupněno) | John Mellencamp                                      |
| 23. listopadu 2002 | San Antonio     | Spojené státy   | SBC Center                                                                        | Lifehouse                                            |
| 25. listopadu 2002 | Nashville       | Spojené státy   | Gaylord Entertainment Center                                                      | Lifehouse                                            |
| 29. listopadu 2002 | Las Vegas       | Spojené státy   | The Joint                                                                         | Solomon Burke                                        |
| 30. listopadu 2002 | Las Vegas       | Spojené státy   | MGM Grand Garden Arena                                                            | Lifehouse                                            |
| 8. ledna 2003      | Montreal        | Kanada          | Bell Centre                                                                       | Les Respectables                                     |
| 10. ledna 2003     | Pittsburgh      | Spojené státy   | Mellon Arena                                                                      | Ryan Adams                                           |
| 12. ledna 2003     | Boston          | Spojené státy   | FleetCenter                                                                       | Ryan Adams                                           |
| 16. ledna 2003     | New York City   | Spojené státy   | Madison Square Garden                                                             | Ryan Adams                                           |
| 18. ledna 2003     | New York City   | Spojené státy   | Madison Square Garden                                                             | Ryan Adams (The Stones broadcast live on HBOTonight) |
| 21. ledna 2003     | Chicago         | Spojené státy   | United Center                                                                     | Ryan Adams                                           |
| 22. ledna 2003     | Chicago         | Spojené státy   | United Center                                                                     | Ryan Adams                                           |
| 25. ledna 2003     | Houston         | Spojené státy   | Reliant Stadium                                                                   | Ryan Adams                                           |
| 28. ledna 2003     | Oklahoma City   | Spojené státy   | Ford Center                                                                       | Ryan Adams                                           |
| 30. ledna 2003     | Phoenix         | Spojené státy   | America West Arena                                                                | Jonny Lang                                           |
| 1. února 2003      | Denver          | Spojené státy   | Pepsi Center                                                                      | Jonny Lang                                           |
| 4. února 2003      | San Jose        | Spojené státy   | HP Pavilion at San Jose                                                           | Susan Tedeschi                                       |
| 6. února 2003      | Los Angeles     | Spojené státy   | Staples Center                                                                    | Susan Tedeschi                                       |
| 8. února 2003      | Las Vegas       | Spojené státy   | MGM Grand Garden Arena                                                            | Susan Tedeschi                                       |
| Austrálie          |                 |                 |                                                                                   |                                                      |
| 18. února 2003     | Sydney          | Austrálie       | Enmore Theatre                                                                    | Jet                                                  |
| 20. února 2003     | Sydney          | Austrálie       | SuperDome                                                                         | Jet                                                  |
| 22. února 2003     | Sydney          | Austrálie       | SuperDome                                                                         | Jet                                                  |
| 25. února 2003     | Melbourne       | Austrálie       | Rod Laver Arena                                                                   | Jet                                                  |
| 27. února 2003     | Melbourne       | Austrálie       | Rod Laver Arena                                                                   | Jet                                                  |
| 1. března 2003     | Melbourne       | Austrálie       | Rod Laver Arena                                                                   | Jet                                                  |
| 4. března 2003     | Brisbane        | Austrálie       | Brisbane Entertainment Centre                                                     |                                                      |
| 5. března 2003     | Brisbane        | Austrálie       | Brisbane Entertainment Centre                                                     |                                                      |
| Asie               |                 |                 |                                                                                   |                                                      |
| 10. března 2003    | Tokio           | Japonsko        | Nippon Budokan                                                                    |                                                      |
| 12. března 2003    | Yokohama        | Japonsko        | Yokohama Arena                                                                    |                                                      |
| 15. března 2003    | Tokio           | Japonsko        | Tokyo Dome                                                                        |                                                      |
| 16. března 2003    | Tokio           | Japonsko        | Tokyo Dome                                                                        |                                                      |
| 20. března 2003    | Osaka           | Japonsko        | Osaka Dome                                                                        |                                                      |
| 21. března 2003    | Osaka           | Japonsko        | Osaka Dome                                                                        |                                                      |
| 24. března 2003    | Singapur        | Singapur        | Singapore Indoor Stadium                                                          |                                                      |
| 26. března 2003    | Singapur        | Singapur        | Singapore Indoor Stadium                                                          |                                                      |
| 4. dubna 2003      | Bengalúr        | Indie           | Palace Grounds                                                                    |                                                      |
| 7. dubna 2003      | Bombaj          | Indie           | Brabourne Stadium                                                                 |                                                      |
| Evropa             |                 |                 |                                                                                   |                                                      |
| 4. června 2003     | Mnichov         | Německo         | Olympiahalle                                                                      |                                                      |
| 6. června 2003     | Mnichov         | Německo         | Olympiastadion                                                                    |                                                      |
| 8. června 2003     | Mnichov         | Německo         | Circus Krone Bau                                                                  |                                                      |
| 10. června 2003    | Milán           | Itálie          | Stadio Giuseppe Meazza                                                            |                                                      |
| 13. června 2003    | Oberhausen      | Německo         | O-Vision Zukunftspark                                                             |                                                      |
| 15. června 2003    | Berlín          | Německo         | Olympiastadion                                                                    |                                                      |
| 18. června 2003    | Vídeň           | Rakousko        | Ernst Happel Stadion                                                              |                                                      |
| 20. června 2003    | Lipsko          | Německo         | Festwiese                                                                         | AC/DC                                                |
| 22. června 2003    | Hockenheim      | Německo         | Hockenheimring                                                                    |                                                      |
| 25. června 2003    | Bilbao          | Španělsko       | Estadio San Mames                                                                 |                                                      |
| 27. června 2003    | Madrid          | Španělsko       | Estadio Vicente Calderón                                                          |                                                      |
| 29. června 2003    | Barcelona       | Španělsko       | Estadi Olímpic de Montjuïc                                                        |                                                      |
| 5. července 2003   | Marseille       | Francie         | Stade Vélodrome                                                                   |                                                      |
| 7. července 2003   | Paříž           | Francie         | Palais omnisports de Paris-Bercy                                                  |                                                      |
| 9. července 2003   | Paříž           | Francie         | Stade de France                                                                   |                                                      |
| 11. července 2003  | Paříž           | Francie         | L’Olympia                                                                         |                                                      |
| 13. července 2003  | Kodaň           | Dánsko          | Parken Stadium                                                                    |                                                      |
| 16. července 2003  | Helsinky        | Finsko          | Olympijský stadion                                                                |                                                      |
| 18. července 2003  | Stockholm       | Švédsko         | Olympijský stadion                                                                | The Hives                                            |
| 20. července 2003  | Stockholm       | Švédsko         | Stockholm Globe Arena                                                             |                                                      |
| 22. července 2003  | Stockholm       | Švédsko         | Cirkus                                                                            |                                                      |
| 24. července 2003  | Hamburk         | Německo         | AOL-Arena                                                                         |                                                      |
| 27. července 2003  | Praha           | Česko           | Letná                                                                             |                                                      |
| Severní Amerika    |                 |                 |                                                                                   |                                                      |
| 30. července 2003  | Toronto         | Kanada          | SARSstock ConcertDownsview Park                                                   |                                                      |
| Evropa             |                 |                 |                                                                                   |                                                      |
| 8. srpna 2003      | Hannover        | Německo         | EXPO-Gelaende Messe Ost                                                           |                                                      |
| 11. srpna 2003     | Rotterdam       | Nizozemsko      | Feijenoord Stadion                                                                |                                                      |
| 13. srpna 2003     | Rotterdam       | Nizozemsko      | Feijenoord Stadion                                                                |                                                      |
| 15. srpna 2003     | Rotterdam       | Nizozemsko      | Ahoy Rotterdam                                                                    |                                                      |
| 16. srpna 2003     | Utrecht         | Nizozemsko      | Muziekcentrum Vredenburg                                                          |                                                      |
| 19. srpna 2003     | Amsterdam       | Nizozemsko      | Amsterdam ArenA                                                                   |                                                      |
| 24. srpna 2003     | Londýn          | Anglie          | Twickenham Stadium                                                                |                                                      |
| 27. srpna 2003     | Londýn          | Anglie          | Astoria                                                                           |                                                      |
| 29. srpna 2003     | Londýn          | Anglie          | Wembley Arena                                                                     |                                                      |
| 1. září 2003       | Glasgow         | Skotsko         | Scottish Exhibition and Conference Centre                                         |                                                      |
| 3. září 2003       | Glasgow         | Skotsko         | Scottish Exhibition and Conference Centre                                         |                                                      |
| 5. září 2003       | Manchester      | Anglie          | Manchester Evening News Arena                                                     |                                                      |
| 7. září 2003       | Werchter        | Belgie          | Rock Werchter                                                                     |                                                      |
| 9. září 2003       | Dublin          | Irsko           | Point Theatre                                                                     |                                                      |
| 11. září 2003      | Dublin          | Irsko           | Point Theatre                                                                     |                                                      |
| 13. září 2003      | Londýn          | Anglie          | Wembley Arena                                                                     |                                                      |
| 15. září 2003      | Londýn          | Anglie          | Wembley Arena                                                                     |                                                      |
| 20. září 2003      | Londýn          | Anglie          | Twickenham Stadium                                                                |                                                      |
| 22. září 2003      | Amsterdam       | Nizozemsko      | Amsterdam ArenA                                                                   |                                                      |
| 25. září 2003      | Benidorm        | Španělsko       | Estadio Municipal Foietes                                                         |                                                      |
| 27. září 2003      | Coimbra         | Portugalsko     | Estádio Cidade de Coimbra                                                         |                                                      |
| 29. září 2003      | Zaragoza        | Španělsko       | Feria de Muestras                                                                 |                                                      |
| 2. října 2003      | Curych          | Švýcarsko       | Letzigrund Stadion                                                                |                                                      |
| Asie               |                 |                 |                                                                                   |                                                      |
| 7. října 2003      | Admiralty       | HongKong        | Tamar Festival Site                                                               |                                                      |
| 9. října 2003      | Admiralty       | HongKong        | Tamar Festival Site                                                               |                                                      |